# Mad Season
Mad Season fue un supergrupo de grunge creado en 1994 en Seattle por Mike McCready, guitarrista de Pearl Jam, Layne Staley, vocalista de Alice In Chains, Barrett Martin, baterista de los Screaming Trees, y John Baker Saunders, bajista de The Walkabouts, editando un solo álbum, titulado Above.

## Historia

### Comienzo: "The Gacy Bunch" (1994)
Durante la producción de Vitalogy en 1994, el guitarrista de Pearl Jam Mike McCready entró en rehabilitación para desintoxicar alcohol y drogas en la Clínica Hazelden en Minnesota, donde conoció al bajista John Baker Saunders.
En el mismo año, cuando los dos regresaron a Seattle, formaron una banda lateral con Barrett Martin, el baterista de Screaming Trees, componiendo la música de dos canciones que luego se convertirían en "Wake Up" y "River of Deceit". McCready recurrió a su amigo Layne Staley, el vocalista de Alice in Chains, para completar la formación. Mike esperaba que en un contexto rodeado de músicos sobrios empujara a Staley a desintoxicarse de la heroína. La banda comenzó a actuar en el Crocodile Cafe en Seattle como: "The Gacy Bunch", disfrutando de un gran éxito.

### Cambio de nombre y publicación de Above (1995)
Después de haber ganado gran popularidad en el circuito underground, la banda grabó un álbum y cambió su nombre a "Mad Season" en referencia al término inglés relativo al período del año en el que los hongos alucinógenos están en plena floración y que McCready solía definir "la temporada de consumo de alcohol y drogas".
Above se grabó en Bad Animals (el estudio de grabación de Ann y Nancy Wilson, de la banda Heart), coproducida por la banda y el ingeniero de sonido Brett Eliason. Durante la grabación, contribuyó a la redacción de las letras y cantó algunas canciones, también Mark Lanegan, el líder de los Screaming Trees. Mike McCready dijo: "Grabamos toda la música de Mad Season en unos siete días, Layne grabó en pocos días sus pistas vocales, todo fue muy intenso ya que solo lo hemos intentado dos veces y hemos hecho cuatro conciertos".
El álbum fue lanzado el 14 de marzo de 1995, publicado por Columbia Records. "Above" fue recibido con entusiasmo por la crítica y el público. Las letras de Staley lidiaban con sus problemas personales, y Martin decía: "Layne Staley se sentía como si estuviera en una misión espiritual a través de su música". Durante el proceso de escritura lírica, Staley estaba leyendo el libro "El Profeta" por Khalil Gibran, que influye en la atmósfera general del álbum. En el transcurso de 1995, Above escaló el Billboard 200, alcanzando la posición número 24 y produjo dos singles: "River of Deceit" y "I Don't Know Anything". El 14 de junio de 1995 fue certificado como un disco de oro.

### Actividades de seguimiento (1995-presente)
La banda continuó tocando durante la primavera de 1995 antes de hacer una pausa para que los miembros pudieran volver a trabajar con sus bandas principales. Durante este período, la banda lanzó el video Live at the Moore, una actuación en vivo grabado en el Teatro Moore en Seattle el 29 de abril de 1995. Además, durante este periodo la banda grabó una versión de "Yo no quiero ser un soldado mamá" incluido en la compilación de 1995 "Working Class Hero: A Tribute to John Lennon".
En 1997, McCready, Saunders y Martin trataron de revivir Mad Season, aunque se deterioró a este punto la salud de Staley a causa de la drogadicción grave. Como resultado, se negó a participar más en el proyecto, dejando la banda sin cantante. Staley cantante ahora fuera del campo, la banda ha reclutado nuevamente Mark Lanegan, como cantante permanente y quien había participado en el álbum(y conciertos en directo).
En 2013 salió una edición especial que incluía el disco de Above remasterizado, que incluía también su actuación en vivo Live at the Moore en DVD con sonido envolvente, tres nuevas canciones cantadas por Mark Lanegan que deberían haber sido parte de su segundo disco, nunca se terminó debido a la muerte de Baker y Layne.
The Mad Season se reunió para un concierto especial llamado "Sonic Evolution" con la Seattle Symphony Orchestra el 30 de enero de 2015 en el Benaroya Hall de Seattle. En este espectáculo, Chris Cornell actuó sustituyendo a Staley en la voz y Duff McKagan tocó el bajo. El concierto fue grabado y publicado posteriormente.
"Mad Season & The Seattle Symphony - Sonic Evolution / Benaroya Hall" fue lanzado el 28 de agosto de 2015.
En julio de 2015, Barrett Martin anunció en Facebook que estaba grabando material nuevo con Mike McCready y Duff McKagan. Los frutos de la colaboración han creado un proyecto llamado El dique andadores, que dio a conocer las canciones "Canción de Libertad" y "Tears for the West" en 2016 con el cantante Jaz Coleman y la canción "Todas las cosas Fade Away" en 2017 con el cantante Ayron Jones.

## Miembros
- Mark Lanegan - voz (2012)
- Mike McCready - guitarra (1994-1999, 2012-presente)
- Duff McKagan - bajo (2012)
- Barrett Martin - batería (1994-1999, 2012-presente)

Antiguos Miembros
- Layne Staley - voz (1994-2002)
- John Baker Saunders - bajo (1994-1999)

### Colaboradores
- Mark Lanegan - Voz
- Skerik (Eric Walton) - Saxofón
- Chris Cornell - Voz

## Discografía

### Álbumes de estudio
| Año  | Detalles del álbum                                                                                | Posicionamiento en listas | Posicionamiento en listas | Posicionamiento en listas | Posicionamiento en listas | Posicionamiento en listas | Certifications (Certificación) |
| Año  | Detalles del álbum                                                                                | US                        | CAN                       | NOR                       | SWE                       | UK                        | Certifications (Certificación) |
| ---- | ------------------------------------------------------------------------------------------------- | ------------------------- | ------------------------- | ------------------------- | ------------------------- | ------------------------- | ------------------------------ |
| 1995 | Above - Lanzamiento: 14 de marzo de 1995 - Discográfica: Columbia - Formatos: CD, casete (CS), LP | 24                        | 65                        | 24                        | 46                        | 41                        | - US: Gold                     |

### Sencillos
| Año                                                      | Canción                 | Posicionamiento en listas | Posicionamiento en listas | Posicionamiento en listas | Posicionamiento en listas | Álbum |
| Año                                                      | Canción                 | US Alt.                   | US Main.                  | CAN                       | CAN Alt.                  | Álbum |
| -------------------------------------------------------- | ----------------------- | ------------------------- | ------------------------- | ------------------------- | ------------------------- | ----- |
| 1995                                                     | "River of Deceit"       | 9                         | 2                         | 68                        | 8                         | Above |
| 1995                                                     | "I Don't Know Anything" | —                         | 20                        | —                         | —                         | Above |
| 1995                                                     | "Long Gone Day"         | —                         | —                         | —                         | —                         | Above |
| "—" marca los sencillos que no estuvieron en los charts. |                         |                           |                           |                           |                           |       |

### Videos
| Año  | Detalles del video                                                                            | US peak Posición en los charts |
| ---- | --------------------------------------------------------------------------------------------- | ------------------------------ |
| 1995 | Live at the Moore - Lanzamiento: 29 de agosto de 1995 - Discográfica: Columbia - Formato: VHS | 24                             |

### Otras apariciones
| Año  | Canción                      | Título                                       | Discográfica |
| ---- | ---------------------------- | -------------------------------------------- | ------------ |
| 1995 | "I Don't Wanna Be a Soldier" | Working Class Hero: A Tribute to John Lennon | Hollywood    |
| 1996 | "River of Deceit" (Vivo)     | Bite Back: Live at Crocodile Cafe            | PopLlama     |